# Småögd hammarhaj
Småögd hammarhaj (Sphyrna tudes) hittar man i Atlanten mellan Colombia och Uruguay. Den kan bli upp emot 1,22 meter och väga 9 kilogram.
Arten vistas nära kusten och dyker till ett djup av 80 meter. Könsmognaden infaller för honor vid en längd av 98 cm och för hannar vid 80 cm. Honor lägger inga ägg utan föder 5 till 12 levande ungar efter 10 månader dräktighet. Ungarna är vid födelsen 30 cm långa. Uppskattningsvis blir exemplaren efter 7 år könsmogna och de kan leva upp till 18 år.
Arten fiskas som matfisk och flera exemplar hamnar som bifångst i fiskenät. IUCN uppskattar att hela populationen minskade med mer än 80 procent under de gångna 37 åren (räknad från 2019) och listar arten som akut hotad (CR).